# Obleńce
Obleńce, robaki obłe (Nemathelminthes, Aschelminthes) – tradycyjna nazwa grupy bezkręgowców charakteryzujących się nieczłonowanym, przeważnie wydłużonym i zwykle kolistym w przekroju ciałem. Przykładowymi przedstawicielami tej grupy są: glista ludzka, owsik i włosień spiralny. Współczesne porównawcze badania molekularne ujawniły brak pokrewieństwa filogenetycznego pomiędzy zwierzętami zaliczanymi do obleńców.

## Systematyka
Grupa ta była dawniej uznawana za typ, do którego zaliczano:
- Acanthocephala – kolcogłowy
- Gastrotricha – brzuchorzęski
- Gordiacea-Nematomorpha – nitnikowce
- Kinorhyncha – ryjkogłowy
- Nematoda – nicienie
- Rotifera – wrotki

## Występowanie
Obleńce żyją wszędzie – zarówno w gorących źródłach, jak i w krajach polarnych. Żyją w ciałach innych organizmów, w ich odchodach, a także w mule i w glebie.

## Budowa

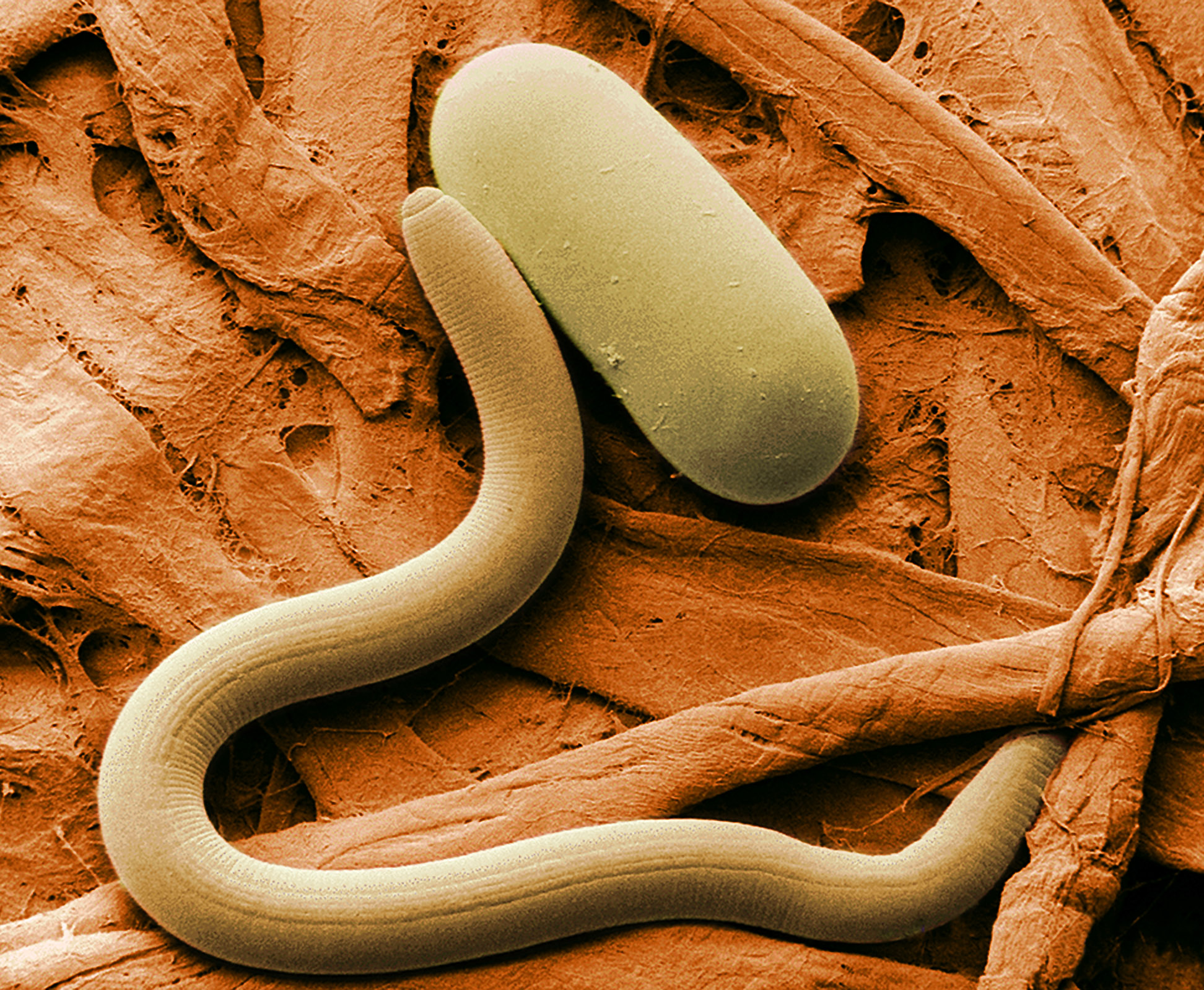
Cytrynkowata cysta mątwika (Heterodera glycines) ze swoim jajem

Obleńce różnią się od płazińców kształtem ciała – są robakami o obłym ciele. Większość z nich to nicienie. Wykonując energiczne ruchy całym ciałem, potrafią utrzymać się w jelicie żywiciela.
Dwubocznie symetryczne, nieczłonowane, wydłużone i cylindryczne ciało, zwykle zwężające się na końcach. Pokryte są kolagenowym oskórkiem, pod którym znajdują się mięśnie. Mięśnie i oskórek tworzą razem wór skórno-mięśniowy. Jama ciała (nazywana pseudocelem) jest wypełniona płynem, a jelito jest drożne.

## Rozmnażanie
Obleńce są w większości rozdzielnopłciowe i rozmnażają się przez gonady. Bardzo często nie mają żywiciela pośredniego, niewiele gatunków pozostało obojnacze. Np. glista ludzka mogąca rozmnażać się przez samozapłodnienie (główki z ogonkiem), lub bezpłciowo, przez podział poprzeczny wzdłuż szyjki.

## Układ wydalniczy
U większości gatunków zbudowany jest z 1-3 komórek. Tworzą go dwa podłużne kanały wydalnicze biegnące wzdłuż ciała w bocznych wałkach hypodermalnych. Kanały te ślepo zakończone w tylnym odcinku ciała, łączą się w przednim odcinku po stronie brzusznej (nieco z tyłu za otworem gębowym) we wspólny, pojedynczy przewód wyprowadzający, zakończony otworem wydalniczym.
Osobliwością jest to, że wszystkie kanały układu wydalniczego znajdują się wewnątrz jednej olbrzymiej komórki, mającej kształt litery H. Komórka ta reguluje ilość wody i jonów w organizmie. Z kolei nierozpuszczalne produkty przemiany materii gromadzone są w fagocytarnych komórkach gwiaździstych występujących w jamie ciała

## Układ nerwowy
Zbudowany jak u płazińców, z parą lub parami zwojów głowowych na przodzie ciała i parą lub parami pni nerwowych wzdłuż ciała, połączonych spoidłami poprzecznymi. Układ zwany dyfuzyjny charakteryzujący się już dość złożoną budową

## Układ oddechowy i krążenia
Obleńce oddychają, podobnie jak płazińce, całą powierzchnią ciała. Substancje odżywcze są rozprowadzane samoczynnie po całym organizmie. Posiadają tzw. otwarty układ krążenia.
Należą do beztlenowców fakultatywnych. Oddychają tlenowo i beztlenowo w zależności od warunków. Umożliwia im to hemoglobina hypodermalna.

## Układ pokarmowy
Układ pokarmowy rozpoczyna się otworem gębowym, który jest otoczony wargami. W jelicie przednim tworzącym swoistą „jamę gębową” mogą znajdować się ząbki, szczęki bądź sztyleciki. W jelicie środkowym następuje trawienie pokarmu. Układ kończy ektodermalne jelito tylne i po raz pierwszy wykształcony odbyt.